# Qarah Gol (ort)
Qarah Gol (persiska: قره گل كله, قره گل) är en ort i Iran.   Den ligger i provinsen Golestan, i den norra delen av landet, 400 km nordost om huvudstaden Teheran. Qarah Gol ligger 122 meter över havet och antalet invånare är 513.
Terrängen runt Qarah Gol är huvudsakligen platt, men söderut är den kuperad.Runt Qarah Gol är det ganska tätbefolkat, med 60 invånare per kvadratkilometer. Närmaste större samhälle är Qarah Gol-e Gharbī, 5,3 km väster om Qarah Gol. Omgivningarna runt Qarah Gol är i huvudsak ett öppet busklandskap.